# John Hartley (vědec)
Jonh Hartley (* 1948 Londýn, Velká Británie) je britský profesor, vědec a doktor filozofie (Ph.D.). V minulosti byl hostujícím profesorem na Pekingské univerzitě, na Massachusettském technologickém institutu a na New York University.
V současnosti působí na pozici profesora žurnalistiky, medií a kultury (Journalism, Media and Cultural Studies) na universitě v Cardiffu a ředitelem v Centrumu pro kulturu a technologie na Curtinově universitě v Perthu. Je členem Australské výzkumné rady (Australian Research Council), Mezinárodní asociace komunikace (Internation Communication Asociation) a Královské společnosti umění (Royal Society of Arts). Od roku 2001 je členem Australské akademie humanitních studií (Australian Academy of the Humanities). Přijal Řád Austrálie.

## Profesní životopis
Bakalářský titul získal v roce 1972 na universitě ve Walesu. Dalším studiem na Murdochově universitě v Austrálii získal Ph.D. titul v oboru TV studií a v roce 2000 získal titul „Doctor of Letters“ na universitě ve Walesu. Je zakladatelem časopisu International Journal of Cultural Studies.

## Výzkum
Jeho hlavním výzkumným zájmem jsou televizní texty a instituce, na které pohlíží z kulturální perspektivy a k jejich zkoumání využívá sémiotických nástrojů. Dále se věnuje výzkumným činnostem v oblasti médií, populární kultury, demokracie a modernity se zvláštním důrazem na žurnalistiku. Rozpracovává metodologii teorie publika a analýzy textu. Sémiotický převis je pojem, který rozpracoval společně s Johnem Fiskem. Jedná se o to, že v textu (v kulturácích studiích je za text považováno vše, co vytváří význam prostřednictvím praktik označování – tedy nejen psaný text, ale můžeme zde zahrnout i obraz, film a celkově kulturu) je tolik významů, že je ani sami tvůrci nedokážou dostat pod kontrolu. Za pomoci diváku tyto nechtěné významy mohou vystoupit.

## Dílo
- Reading Television (1978) – společně s Johnem Fiskem. Tato kniha je považována za první, ve které byly vyznačeny jasné hranice mezi TV studies a kulturálními studiemi. V této knize autoři ukazují možnost analyzovat jak televizní programy, tak kulturu, kterou produkují.
- Understanding News (1982)
- Key Concepts in Communication and Cultural Studies (1983)
- Making Sense of the Media (1985)
- Tele-ology. Studies in Television (1992) V této knize John Hartley dává dohromady poznatky z jeho předešlých textů, které se zabývaly televizí. Setkáváme se zde s tématy jako Televizní pravda a propaganda, populismus v televizních zprávách, mýty televizního diváka, zvláštnosti TV kontinuity a televizních reklam, a tak dále.
- The Politics of Pictures: The Creation of the Public in the Age of Popular Media (1992)
- Telling Both Stories: Indigenous Australians and the Media. (1996)
- Popular Reality: Journalism, Modernity, Popular Culture (1996)
- Uses of Television (1999)
- American Cultural Studies: A Reader (2000)
- The Indigenous Public Sphere: the reporting and reception of Aboriginal issues in the Australian media (2000) společně s McKee
- Communication, Media and Cultural Studies: The Key Concepts (2002)
- A Short History of Cultural Studies (2003)
- Reading Television: 25th Anniversary Edition (2003)
- Creative Industries. Malden, MA and Oxford (2005)
- Television Truths (2008) Prozkoumává všudypřítomný, přesvědčivý a velmi silný charakter televize, která patří mezi nejvíce kritizované jevy moderního světa, ačkoliv je stále nejoblíbenější zábavou lidí. Zvažuje, jak televize ovlivňuje současný život z historických, politických a estetických hledisek. Prozkoumává, jaký vliv mají nové technologie na povahu a budoucnost televize.
- Story Circle: Digital Storytelling Around the World (2009)
- The Uses of Digital Literacy (2009)
- Digital Futures for Cultural and Media Studies (2012)